# أندرو برادفورد
أندرو برادفورد (بالإنجليزية: Andrew Bradford) هو صحفي أمريكي، ولد في 1686، وتوفي في 24 نوفمبر 1742.

## وصلات خارجية
- أندرو برادفورد على موقع الموسوعة البريطانية (الإنجليزية)